# Juan Ruiz Anchía
Juan Ruiz Anchía   (Bilbao, 12 de juny de 1949) és un fotògraf cinematogràfic basc.

## Biografia
Es va graduar el 1972 a l'Escola Oficial de Cinematografia de Madrid, on va coincidir, entre d'altres, amb Javier Aguirresarobe i Imanol Uribe.
Juan Ruiz Anchía va començar a treballar al cinema espanyol el 1971 amb el director Joaquín Hidalgo a Noche oscura del alma (1971) i va destacar internacionalment pel seu treball en la pel·lícula Reborn, de Bigas Luna (1981).
El 1974 va aconseguir una beca de la Fundació March i va viatjar a Boston i Nova York per a rodar un curt documental titulat Black Model Art (1975).
Torna a Espanya, on roda amb Jaime Chávarri la primera part d' El desencanto (1976), però torna després als Estats Units per ingressar el 1979 a l'American Film Institute de Los Angeles, Califòrnia, en el qual estudia durant dos anys fins a obtenir el títol. La seva pel·lícula tesi en aquest últim, Miss Lonelyhearts, va guanyar un premi a Cannes i es va mostrar al Public Broadcasting Service (PBS).
El seu primer projecte estatunidenc, The Woman In The Room (1983), pel·lícula escrita i dirigida per Frank Darabont, va ser la primera adaptació d'una història de Stephen King. A partir de llavors inicia a Hollywood una trajectòria que acaba per arrelar-lo al cinema estatunidenc que va culminar en l'adaptació feta per James Foley de l'obra de David Mamet Glengarry Glen Ross i At Close Range.
El 1999 va guanyar un premi Goya per la fotografia en la pel·lícula Mararía, d'Antonio José Betancor Curbelo (1998). El mateix any va rebre el premi d'honor a MadridImagen 99 i el 2000 va rebre el Premi Ama Lur durant la Jornada de Cinema Basc al Festival Internacional de Cinema de Sant Sebastià. És membre de l'American Society of Cinematographers, de l'Associació Espanyola de Cinematografia i de l'Academy of Motion Pictures and Sciences.

## Filmografia (parcial)
- Noche oscura del alma (curtmetratge, 1971) de Joaquín Hidalgo
- Biotopo (curtmetratge, 1973) de Carles Mira
- Black Modern Art (curtmetratge,1975) (direcció)
- La historia y la vida extraterrestre (1975) de J.G. Atienza i A. Saavedra
- El desencanto (1976) de Jaime Chávarri.
- Un hombre... una ciudad (1980) de Joaquín Hidalgo
- Reborn (1981) de Bigas Luna
- Miss Lonely Hearts (1982) de Michael Dinner
- Woman in the Room (1982) de Frank Darabont
- Crónica del alba. Valentina (1982) d'Antonio Betancor
- 1919: Crónica del alba 2ª parte (1983) d'Antonio Betancor
- Pares y nones (1982) de José Luís Cuerda
- Soldados de plomo (1983) de José Sacristán
- George Stevens: A Filmaker's Journey (1983) de George Stevens JR
- The Stone Boy (1983) de Christoper Cain
- Maria's Lovers (1984) d'Andrei Konchalovsky
- Gringo mojado (1984) de Ricardo Franco
- That Was Then... This is Now (1985) de Christopher Cain
- Homes enfrontats (At Close Range) (1985) de James Foley
- Where the River Runs Black (1986) de C. Cain
- House of Games (1987) de David Mamet
- Capitulació (Surrender) (1987) de Jerry Belson
- The Seventh Sign (1988) de Carl Shultz
- Things Change (1988) de David Mamet
- Lost Angels (1989) de Hugh Hudson
- The Last of the Finest (1990) de John Mackenzie
- Escollir un amor (Dying Young) (1991) de Joel Schumacher
- Liebestraum (1991) de Mike Figgis
- Naked Tango (1991) de Leonard Scharader
- Èxit a qualsevol preu (Glengarry Glen Ross) (1992) de James Foley
- A Far off Place (1993) de Mikael Salomon
- Mr. Jones (1993) de Mike Figgis
- Two Bits (1993) de James Foley
- Rudyard Kipling's the Jungle Book (1994) de Stephen Sommers
- Les aventures de Pinotxo (The Adventures of Pinocchio) (1996) de Steve Barron
- Muerte en Granada de Marcos Zurinaga (1997)
- Mararía (1997) d'Antonio Betancor, (Goya a la millor fotografia)
- The Corruptor (1999) de James Foley
- The Crew-the Team (1999) de Michael Dinner
- Focus (2001) de Neal Slavin
- El creient (The Believer) (2001) de Henry Bean
- New Port South (2001) de Kyle Cooper
- Confidence (2003) de James Foley
- The House on Turk Street (2003) de Bob Rafelson
- Off the Map (2003) de Campbell Scott
- Spartan (2004) de David Mamet
- Voces inocentes (2004) de Luis Mandoki
- September Dawn (2006) de Christopher Cain
- Sleepwalking (2008) de Bill Maher
- Caminando (2008) de Daryl Matthews
- Dirty Hands (2008) de Cetywa Powell
- I Come with the Rain (2009) de Tran Anh Hung
- Bunraku (2010) de Guy Moshe
- Blackthorn (2011)